# Costituzioni (Aristotele)
Le Costituzioni (in greco antico: Πολιτείαι?) erano una raccolta di 158 scritti, coordinati da Aristotele.

## Origine e struttura
L'imponente raccolta fu prodotta quantomeno a partire dagli anni Trenta del IV secolo a.C., probabilmente dopo il soggiorno a Mieza (Macedonia) per educare Alessandro Magno, e possono essere ascritte ad un genere di tipo erudito-documentario, a metà tra storia e diritto, tipico delle opere aristoteliche di questo periodo. A una generica raccolta di Politeiai fa riferimento, peraltro, anche Aristotele stesso nel capitolo conclusivo dell’Etica Nicomachea, in cui egli esplicita il fine della loro stesura in relazione alla redazione della Politica.
Risulta evidente, data la vastità della raccolta, che Aristotele non può averle scritte tutteː deve essersi limitato a coordinare il lavoro dei suoi allievi del Peripato, che raccolsero e composero questi opuscoli dedicati a popoli e città del mondo greco.
Prendendo ad esempio la Costituzione degli Ateniesi, si potrebbe dire che la struttura standard di ogni politeia fosse bipartita: in una prima parte storico-istituzionale (con numerosi aneddoti che fornirono materia di citazione agli autori posteriori), si trattava delle differenti evoluzioni della costituzione, mentre la seconda era descrittiva, con l'esame delle istituzioni della città (e, per gli scrittori successivi, molto meno interessante da citare).

## Conservazione
Della raccolta di Politeiai conosciamo quasi per intero solo l’Athenaion Politeia (Costituzione degli Ateniesi - di cui Aristotele, si può presumere, fosse autore in prima persona, vista la sua importanza), grazie a due papiri ritrovati e pubblicati alla fine dell’Ottocento, mentre di altre 40 ci sono giunti brevissimi estratti negli Excerpta Politiarum di Eraclide Lembo, attivo intorno alla metà del II sec. a.C. e delle altre restano frammenti di tradizione indiretta.
La quantità di citazioni delle Politeiai aristoteliche presenti nella tradizione indiretta è, insomma, rilevante, con ben 223 frammenti.
Da queste fonti è possibile ricostruire l'esistenza delle Costituzioni delle seguenti poleis e stirpiː Egina, Etolia, Acarnania, Afite, Agrigento, Ambracia, Antandro, Argo, Arcadia, Adramitto, Acaia, Bottiea, Gela, Delfi, Delo, Epidauro, Elide, Epiro, Tessaglia, Tebe, Iaso, Itaca, Icaria, Imera, Ceo, Corcira, Chio, Colofone, Corinto, Creta, Crotone, Citera, Citno, Cuma, Cipro, Cirene, Sparta, Leucade, Locri, Licia, Massalia, Megara, Metone, Melo, Mileto, Nasso, Neapoli, Opunte, Orcomeno, Samo, Samotracia, Sicione, Sinope, Soli, Sibari, Siracusa, Taranto, Tenedo, Teno, Trezene, Focea, Calcedone, Calcide, Focide.